# Steve Rogers: Super-Soldier
Steve Rogers: Super-Soldier est une mini-série de quatre comic books édité par Marvel Comics. Elle a été créée en 2010 par le scénariste Ed Brubaker et le dessinateur Dale Eaglesham. Fort de son succès, elle est complétée par un annual qui vient se rajouter l'année d'après. Il est écrit par James Asmus et dessiné par Ibraim Roberson.
En France, les quatre numéros sont publiés et traduits dans Marvel Icons Hors Série no 21 de juin 2011 et l'annual est publié dans Marvel Saga no 13 de février 2012,.

## Histoire de la série
L'histoire a lieu après que Steve Rogers, l'ancien Captain America, décide de laisser le rôle de Captain America à son ancien partenaire Bucky Barnes aussi connu sous le nom de code du Soldat d'hiver.
Le petit-fils du Professeur Erskine redécouvre la formule du sérum qui a permis de créer Captain America. Il décide d'en tirer profit en la vendant au plus offrant. Steve Rogers apprend cette vente aux enchères et décide de mener l'enquête. Il approche et confronte Erksine qui est assassiné devant lui. Avant de mourir, le scientifique révèle à Rogers que Myron Smith, le chef de la sécurité dans sa compagnie est peut-être derrière cette attaque. Il lui demande également de protéger sa femme.
Steve Rogers se rend à Madripoor pour découvrir qui a commandité l'assassinat. Il affronte le super-vilain Machinesmith qui réussit à désactiver le super-sérum qui circule dans le sang de Rogers. Ce dernier se retrouve sans pouvoirs et à la merci de son ennemi,.

## Analyse de la série

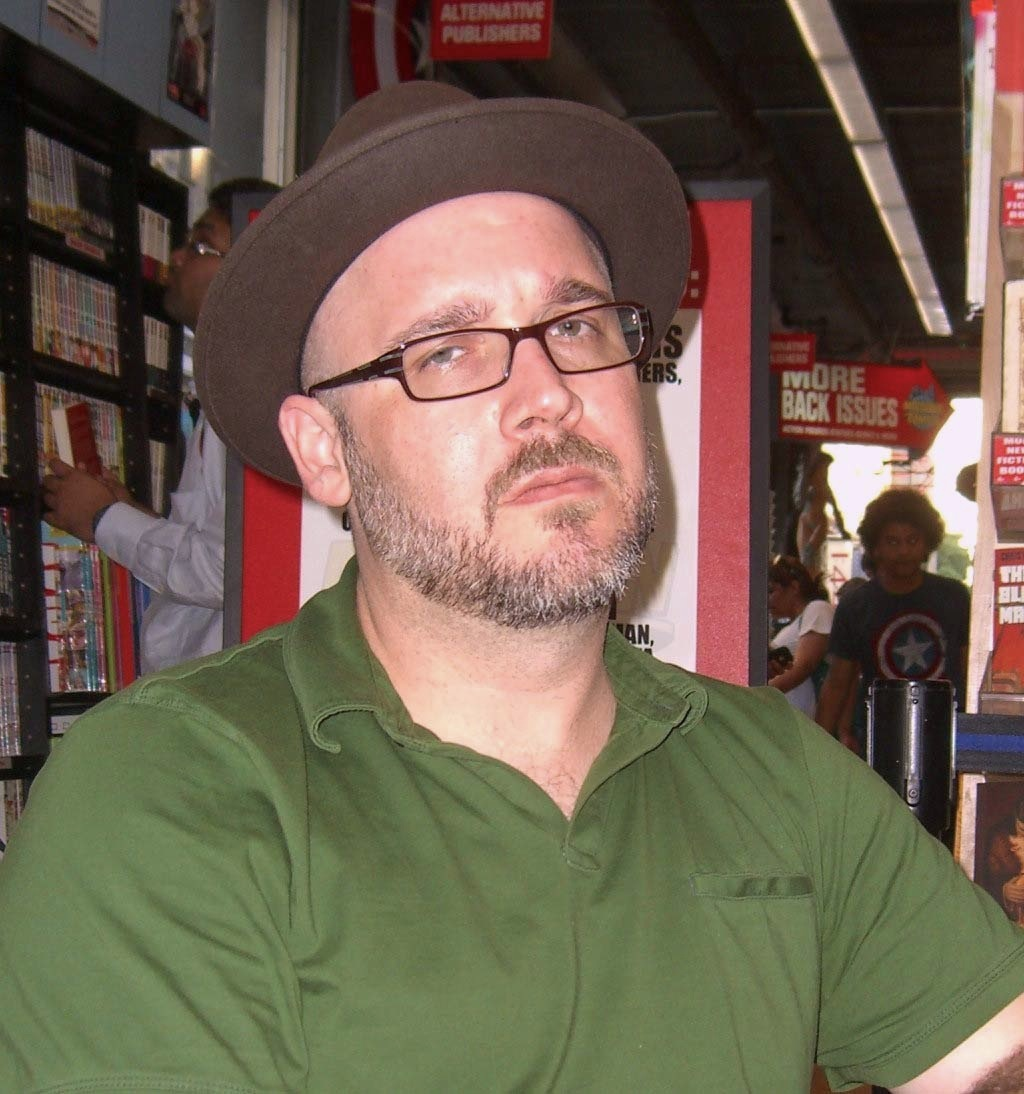
Ed Brubaker est le scénariste de la série. Photo prise en juin 2010.

Cette série s'inscrit à la suite de nombreux travaux acclamés d'Ed Brubaker sur Captain America. Lorsqu'il débute sur les aventures du super-héros, le scénariste commence par ramener à la vie son ancien faire-valoir Bucky Barnes alors qu'il s'agit d'une des morts les plus sacrées dans les comics. Cela lui permet d'aborder de nouvelles histoires. Ensuite il décide d'assassiner Steve Rogers ce qui oblige un Bucky Barnes hésitant à reprendre le flambeau de son mentor. Finalement, Steve Rogers est ramené d'entre les morts, il laisse son ancien costume à Barnes et est nommé chef du SHIELD. Cette série aborde la question suivante : « Qu'est-ce que se passerait si quelqu'un réussit à reproduire le sérum qui a transformé un jeune gringalet en Captain America ? ».
La série est un mixage entre le genre des super-héros et celui de l'espionnage. Par rapport aux précédents titres de Cap America scénarisé par Ed Brubaker, le côté espion est moins direct et est proche de celui que l'on peut retrouver chez le héros James Bond. La série a l'avantage de pouvoir se lire en complément ou indépendamment des autres titres Marvel.
Dans sa critique du second numéro pour Comic Box, Xavier Fournier note que le personnage de Steve Rogers est légèrement plus proactif que Captain America ne l’était durant la saga du Winter Soldier. Débarrassé de son costume le personnage lui semble plus intense. La série ne fait pas double emploi avec celle de Captain America et il regrette que Super-Soldier ne soit qu'une mini-série et non pas une série mensuelle illimitée. Dans celle du troisième numéro, Xavier Fournier déplore la facilité avec laquelle Steve Rogers perd puis regagne sa masse musculaire.

## Annual
En 2010, Marvel Comics annonce un crossover entre trois séries de comic books Uncanny X-Men, Namor: The First Mutant et Steve Rogers: Super-Soldier. L'histoire intitulée "Escape From the Negative Zone" est scénarisée par James Asmus, elle débute dans Uncanny X-Men Annual #3, se poursuit dans Steve Rogers: Super-Soldier Annual #1 et se conclut dans Namor: The First Mutant #1. Ibraim Roberson est chargé de dessiner Steve Rogers: Super-Soldier Annual. Les trois numéros sortent en mars 2011.